# Sympagella cantharellus
Sympagella cantharellus är en svampdjursart som först beskrevs av Lendenfeld 1915.  Sympagella cantharellus ingår i släktet Sympagella och familjen Rossellidae. Inga underarter finns listade i Catalogue of Life.